# Repetición de amores y arte de ajedrez

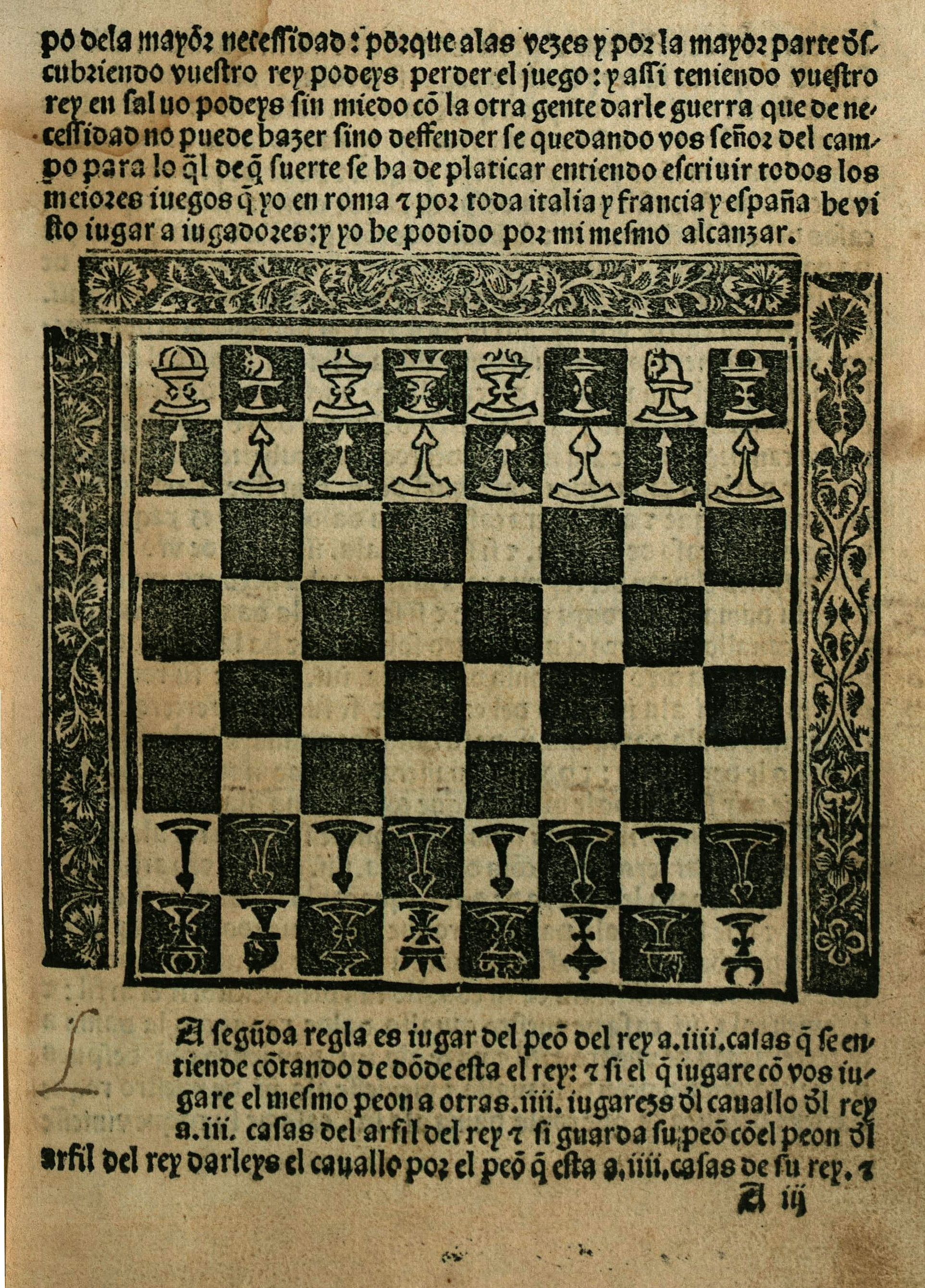
Repetición de amores y arte de ajedrez.

Repetición de amores y arte de ajedrez es un tratado de Luis Ramírez de Lucena, compuesto hacia 1495.
A finales del siglo XV las reglas actuales del ajedrez ya habían aparecido pero aún no estaban unificadas, y en cada lugar se jugaba con matices más o menos diferentes. En esa época Luis de Lucena compuso un libro en el que por primera vez aparecían unificadas todas las reglas del ajedrez, que son con las que se juega actualmente. Llevaba por título Repetición de amores y arte de ajedrez, con 150 juegos de partido, y la primera edición apareció en Salamanca en 1497. También incluía las reglas antiguas.
Lucena enunció más o menos someramente los principales planteamientos actuales de aperturas, como por ejemplo el Giuoco piano de la apertura italiana, la apertura española, el gambito de rey, la apertura de peón de dama, las defensas que hoy se conocen con el nombre de la defensa Philidor, la defensa Petrov, la defensa francesa, la defensa holandesa, y los fianchettos de rey o de dama, la apertura de alfil, y otras que posteriormente se han atribuido a ajedrecistas más modernos. 
Incluye las ideas fundamentales del desarrollo de las piezas, los problemas del avance de los peones, sobre todo los del enroque, la importancia de ocupar el centro, la de abrir líneas para los alfiles, la torre y la dama.